# Attentat à Bakou
Pour plus de détails, voir Fiche technique et Distribution.
Attentat à Bakou (titre original, en allemand : Anschlag auf Baku) est un film d'espionnage allemand réalisé par Fritz Kirchhoff (de), sorti en 1942.
Il s'agit d'un film de propagande nazie.

## Synopsis
Azerbaïdjan, 1919. Autour de la capitale Bakou se trouvent la deuxième plus grande réserve de pétrole dans le monde. La région est tendue à cause d'attentats. Au service d'une compagnie, l'officier allemand Hans Romberg cherche les renseignements pour les éviter. Romberg est certain que les Anglais sont derrière les attaques, car ils ont des intérêts économiques très tangibles. L'adversaire principal de Romberg est le capitaine Percy Forbes, qui rachète des puits. Personne ne sait encore qu'il agit à titre de mandataire pour le compte du gouvernement britannique. Il se montre très entreprenant auprès des propriétaires, mais aussi de Sylvia, la fille du magnat américain George Camps. Mais Romberg est aussi proche d'elle.
Forbes fait tout pour faire céder les propriétaires. Romberg incite les citoyens azerbaïdjanais à renforcer la protection des champs. Lors de l'inspection d'une conduite endommagée, l'Allemand se fait tirer dessus. Forbes se présente sous le faux nom de Biedermann. Il persuade le ministre de l'Intérieur Barakoff d'une expédition turque et propose ses services. Le lendemain, les troupes britanniques occupent les champs de pétrole.
Barakoff se rend compte trop tard qu'il a été manipulé. Il demande de l'aide à Romberg. Les habitants se réunissent autour de l'Allemand et chassent les Anglais. Lors d'un duel, Romberg et Forbes s'affrontent, Romberg tue Forbes. Romberg et son acolyte et meilleur ami, le sergent Ertl, sont célébrés comme les sauveurs de Bakou, comme les libérateurs du joug de la « Perfide Albion », avant leur retour en Allemagne.

## Fiche technique
- Titre : Anschlag auf Baku
- Réalisation : Fritz Kirchhoff (de) assisté d'Erich Kobler
- Scénario : Hans Weidemann (de), Hans Wolfgang Hillers (de)
- Musique : Alois Melichar
- Direction artistique : Otto Hunte
- Directeur de la photographie : Robert Baberske (de) (studio), Herbert Körner (de), Klaus von Rautenfeld (plans extérieurs)
- Son : Georg Gutschmidt
- Montage : Erich Kobler (de)
- Pays d'origine :  Reich allemand
- Genre: Espionnage
- Production : Hans Weidemann
- Sociétés de production : UFA
- Longueur : 2 554 mètres, 91 minutes
- Format : Noir et blanc - 1,37:1 - Mono
- Dates de sortie :
  -  Reich allemand : 25 août 1942
  -  France : 11 mars 1943[1].

## Distribution
- Willy Fritsch : Hans Romberg
- René Deltgen : Percy Forbes
- Fritz Kampers : Mathias Ertl
- Hans Zesch-Ballot : le ministre Barakoff
- Paul Bildt : M. Camps
- Lotte Koch : Sylvia
- Erich Ponto : Jensen, magnat danois
- Aribert Wäscher : Mamulian, magnat arménien
- Walter Janssen : Hanson, magnat suédois
- Joachim Brennecke (de) : Ali Baba, employé du service de sécurité
- Josef Kamper (de) : Zolak, employé du service de sécurité
- Wilhelm H. König : Thatul, employé du service de sécurité
- Heinrich Marlow (de) : Lord Seymour, officier britannique
- Hellmut Helsig (de) : Richard Twinning, officier britannique
- Alexander Engel : Steffens, un agent britannique
- Walter Holetzko : Richards, un agent britannique
- Peter Elsholtz : un agent britannique
- Nikolai Kolin : un serveur russe
- Aruth Wartan : un agent du GPU
- Willy Maertens : le notaire auprès de Jensen
- Boris Alekin (de) : un officier turc
- Angelo Ferrari : un officier turc
- Erik Radolf (de) : le majordome de Forbes
- Herbert Gernot (de) : le colonel Achmed Bey
- Jur Arten : un agent anglais
- Fred Goebel (en) : un agent anglais
- Reginald Pasch : un agent anglais
- Arthur Reinhardt (en) : un agent anglais
- Nico Turoff (en) : un agent anglais
- Kurt Iller (de) : un agent anglais
- Karl Jüstel : un agent anglais
- Günther Ballier (en) : le secrétaire de Jensen
- Herbert Scholz : un auteur d'attentats
- Werner Völger (de) : un auteur d'attentats
- Erich Walter : Gregor, le majordome de Camps
- Lotte Hermann : une danseuse
- Lula von Sachnowsky : une danseuse

## Histoire
Le tournage débute le 4 novembre 1940 dans les gisements de pétrole roumains de Moreni et Băicoi. D'autres plans extérieurs sont faits sur la mer Baltique, ainsi qu'à Chorzele et Trebbin. Les enregistrements en studio sont faits entre le 9 janvier et le 5 mai 1941 dans les studios de Babelsberg. D'autres prises sont faites en mai et juin 1941.
Le film est conçu dès le départ comme une pièce de propagande anti-britannique puis, à la suite de l'attaque de l'Union soviétique le 22 juin 1941, aussi une note anti-russe.

### Article annexe
- Liste des longs métrages allemands créés sous le nazisme